# Lil Tracy
Джаз Ишмаэл Батлер (англ. Jazz Ishmael Butler, 3 октября 1995, штат Виргиния, США), более известный под псевдонимом Lil Tracy (рус. Лил Тре́йси) — американский рэпер и певец. Tracy наиболее известен по сотрудничеству с покойным эмо-рэпером Lil Peep, в частности, по треку «Awful Things», который достиг высшей позиции под номером 79 в чарте Billboard Hot 100.

## Биография
Родился 3 октября 1995 года в Виргинии, США в семье музыкантов. Отец — Ишмаэл Реджинальд Батлер «Butter Fly», американский рэпер и продюсер. Наиболее известен своей работой с такими группами, как Digable Planets и Shabazz Palaces. В качестве участника Digable Planets в 1993 году выиграл «Грэмми» в номинации «Лучшее рэп-исполнение в группе». В 2004 году снялся в фильме «Planet Brooklyn». Мать — Элизабет Клемонс «Coko», американский R&B музыкант, наиболее известная по своему участию в трио SWV. Несколько её синглов группы попали в Billboard Hot 100. Один из них, «Sunshine», был посвящён самому Lil Tracy. Снималась в таких телепрограммах как: «SWV Reunited» и «House of Gospel: Gospel Comes Alive: Live in Atlanta». Когда Джаз был ребёнком, его родители разошлись. Отец переехал в Сиэтл, а Джаз Батлер с мамой основались в Вирджинии-Бич.
«Каждый раз, когда я попадал в неприятности, мама отправляла меня в Сиэтл, а когда там что-нибудь происходило, я возвращался обратно в Вирджинию»
— Lil Tracy на интервью для журнала «The Fader», 13 сентября 2018 г.
Несмотря на то, что Джаз Батлер жил на два дома, всё таки большую часть его воспитания он провёл в Вирджинии.
Увлекался скейтбордингом и граффити. Будучи подростком, с друзьями жил в палатке в лесу Вирджинии, где он и начал записывать свои первые песни.
«Я много воровал, именно поэтому у меня был этот дерьмовый микрофон и MacBook. Я ходил в McDonald's, чтобы его зарядить, а потом я записывал треки в палатке»
— говорит Tracy.
По словам Батлера, ещё в школе он курил и продавал марихуану, а также был исключён из школы за то, что взял туда нож.
В 18 лет Джаз Батлер уехал в Лос-Анджелес, не предупредив родителей.
Изначально обрёл известность на Soundcloud-сцене. Стал членом коллектива ThraxxHouse, а затем GothBoiClique.
В Лос-Анджелесе Tracy встретил молодого рэпера Lil Peep, который стал его близким другом. В первый же день знакомства они вместе записали песню «White Tee», и сняли на неё клип.
«Никогда в жизни я не связывался с кем-то подобным. Буквально в первый день нашей встречи, мы записали "White Tee" и сняли на него клип. Затем на следующий день, после того, как мы опубликовали это дерьмо, это было, 100К, 200К, 300К, 500К, 600К. Затем началась целая лавина. Мне казалось, что мы были одержимы. Когда мы записывали, это было так легко. Я не знаю, как это объяснить»
— рассказывает Tracy.
Другая их композиция — «Awful Things» — продержалась неделю на 79-м месте в Billboard Hot 100 в октябре 2017 года. Lil Peep’а и Tracy связывали не только схожие идеи на счёт музыки, но и тесная дружба, начавшаяся в 2015 году. Однако после выхода клипа на песню «Awful Things» Tracy был оскорблён, что больше половины сцен с его участием были вырезаны из финальной версии. В одном из интервью Джаз высказал возмущение на счёт того, что СМИ игнорируют вклад тех, благодаря кому Lil Peep добился таких высот: 

Мы делали по-настоящему хорошую музыку вместе, но тут больше проблема в СМИ. Они выделили его, и это был не его выбор, но они выбрали его. А я просто не могу быть чей-то тенью.Оригинальный текст (англ.)We were making really good music, but it's like the media. They just took him, and that was not really his choice, but they just took him. And I just can't be no shadow. — Lil Tracy в интервью для No Jumper
Оба артиста так и не смогли найти слов примирения. После смерти Lil Peep 15 ноября 2017 года Tracy не раз высказывал сожаления в соцсетях и однажды даже не смог сдержать слёз, когда исполнял на концерте их совместную с Lil Peep песню. А также набил тату в память о нём. 

## Карьера
1 октября 2013 года Lil Tracy (на тот момент Persian Dolphine) выпускает свой первый микстейп под названием «Cascadia Vibes». 13 декабря 2013 года Persian Dolphine выпускает свой второй микстейп «Information».
27 мая 2014 года после длительного перерыва, под новым псевдонимом Yung Bruh, выпускает третий микстейп «Indigo Soul». Затем выпускает ещё два микстейпа — «Depression» (11 июня 2014 года) и «Asaku’s Forest» (24 июня 2014 года). 25 июля 2014 года выпустил свой первый мини-альбом «Icy Robitussin 森林之神杨». Спустя месяц, 15 августа, выходит последний в 2014 году микстейп «e m o c e a n».
20 января 2015 года свет увидел седьмой микстейп — «ElegantAngel». 23 марта выходит восьмой микстейп — «When Angels Cry (Death Has Wings)». А 19 и 24 августа выпускаются два микстейпа — «Vintage LSD» и «u,_u» соответственно. Последний микстейп 2015 году выходит 1 ноября под названием «Baeboyy». После пяти микстейпов, Yung Bruh выпускает ещё два мини-альбома под названиями «Heavens Witch», 1 декабря, и «Kim K & Kanye», 31 декабря.
В 2016 году Yung Bruh выпускает пять мини-альбомов, один из них совместно с Lil Peep «Castles» (4 июля), «Tracy World» (7 января), «Vampire Spendin' Money» (20 января), «Free Tracy! Campaign» (1 февраля), «Desire» (29 марта), и два микстейпа — «757 Virginia Hood Nightmares (The Unknown Story)» (2 мая) и «Moon Stones» (13 июня).
1 февраля 2017 года Джаз Батлер выпустил первый альбом «Tracy’s Manga» под новым псевдонимом Lil Tracy. Три месяца спустя, 3 апреля, выпустил второй альбом — «XOXO»; песня «This Year» из этого альбома набрала более 4 млн прослушиваний на онлайн-платформе Soundcloud. Третий альбом — «Life of a Popstar» — выпущен 31 июля 2017 года. После этого выходят три мини-альбома, один из них — «Castles II» (7 февраля) — совместно с Lil Peep, второй «Fly Away» (27 февраля) — совместно с Lil Raven, третий — «Hollywood High» (26 августа) — совместно с Mackned.
В мае 2018 года Джаз выпускает нашумевший сингл под названием "Like A Farmer" (8 мая), а позже (17 мая) он и Lil Uzi Vert делают ремикс на "Like A Farmer" который набирает почти 9 млн прослушиваний на онлайн-платформе Soundcloud. Пережив сердечный приступ (27 июля), Tracy выпускает свой новый мини-альбом «Designer Talk» (5 октября), а через месяц «Sinner» (2 ноября).
20 сентября 2019 года Tracy выпускает альбом Anarchy, в котором много вспоминает покойного друга Lil Peep, а затем на YouTube канале исполнителя появляются 3 визуализации на треки Bad for You, Beautiful Nightmare и Shame

## ThraxxHouse
Lil Tracy знал о ThraxxHouse ещё до того как вступил в него. ThraxxHouse был сформирован в Сиэтле, поэтому, когда Джаз учился там в детстве, он знал о некоторых парнях из этой группы. Через некоторое время после того, как Батлер переехал в Вирджинию и сменил псевдоним с Souljah Witch на Yung Bruh, его заметил битмейкер Nedarb Nagrom и предложил вступить в ThraxxHouse. Lil Tracy пробыл в ThraxxHouse около года, в 2014—2015 годах.

## Дискография

### Студийные альбомы
- XOXO (2017)
- LIFE OF A POPSTAR (2017)
- Tracy's World (2018)
- Anarchy (2019)
- Designer Talk 2 (2020)
- Saturn Child (2022)
- Babyvamp (2024)

### Микстейпы
- Cascadia Vibes (2013)
- Information (2013)
- Indigo Soul Mixtape (2014)
- Depression (2014)
- Asaku's Forest (2014)
- e m o c e a n (2014)
- ElegantAngel (2015)
- When Angels Cry (Death Has Wings) (2015)
- u,_u (2015)
- Vintage LSD (2015)
- Baeboyy (2015)
- Tracy World (2016)
- 757 Virginia Hood Nightmares (The Unknown Story) (2016)
- Moon Stones (2016)
- Tracy's Manga (2017)
- XOXO (2017)
- Life of a Popstar (2017)

### Мини-альбомы
- Icy Robitussin 森林之神杨 (2014)
- Heaven's Witch (2015)
- Kim K & Kanye (2015)
- Vampire Spendin' Money (2016)
- Free Tracy Campaign (2016)
- Desire (2016)
- Castles (совместно с Lil Peep) (2016)
- Castles II (совместно с Lil Peep) (2017)
- Fly Away (совместно с Lil Raven) (2017)
- Hollywood High (совместно с Mackned) (2017)
- Designer Talk (2018)
- Sinner (2018)